# Гвоздики крапчасті
Гвозди́ки крапчасті (Dianthus deltoides) — вид багаторічних рослин родини гвоздикових.

## Поширення
Природно гвоздики крапчасті ростуть на луках Європи та Західної Азії. Росте по всій території України в мішаних лісах, на луках, лісових галявинах і узліссях. Як садова рослина, вирощується по всьому світі. Інтродукований у Північній Америці.

## Опис
Це — багаторічна сизувата або зелена трав'яниста рослина родини гвоздикових. Має тонке повзуче кореневище, яке утворює дернинки з квітконосних і неплідних пагонів. Стебло висхідне, з коротким шорстким запушенням, 10—40 см заввишки. Листки супротивні, по краях і середній жилці шорстковолосисті, тупі; нижні — довгастолопаткоподібні, верхні — лінійні. Квітки правильні, двостатеві, одиничні, рідше — по дві — три, 5-пелюсткові. Пелюстки зубчасті, червоні, з кільцем пурпурових плям. Плід — коробочка. Цвіте у червні — вересні. Утворює природні гібриди з Dianthus barbatus.

## Використання
Застосовують у народній медицині, збираючи надземну частину під час цвітіння рослини. Трава містить сапоніни, кумарини, флавоноїди, аскорбінову кислоту та сліди алкалоїдів. Настої трави гвоздики мають кровоспинні, знеболювальні та протизапальні властивості. Застосовують при маткових та гемороїдальних кровотечах, а також при ревматизмі та алергічних проявах.